# Krymławki
Krymławki (niem. Krimlack) – osada w Polsce położona w województwie warmińsko-mazurskim, w powiecie kętrzyńskim, w gminie Barciany.
W latach 1975–1998 miejscowość administracyjnie należała do województwa olsztyńskiego.

## Historia
Pod koniec XV wieku w Krymławkach była jedna służba rycerska na prawie chełmińskim.
W Krymławkach znajdował się majątek ziemski w którym było 7 domów mieszkalnych. W pierwszej połowie XX wieku Krymławki jako folwark należały do dóbr w Drogoszach. Po II wojnie światowej w Krymławkach powstał PGR.
W 1970 roku Krymławki miały 87 mieszkańców.
We wsi znajduje się stary spichlerz i popegeerowskie silosy popadające w ruinę. Atrakcją jest piękna aleja lipowa.